# Crown Royal (uísque)
Crown Royal é uma marca canadense de uísque pertencente ao conglomerado Diageo.